# Empoascanara benigna
Empoascanara benigna är en insektsart som beskrevs av Irena Dworakowska 1979. Empoascanara benigna ingår i släktet Empoascanara och familjen dvärgstritar. Utöver nominatformen finns också underarten E. b. lima.